# Cladonia weymouthii
Cladonia weymouthii är en lavart som beskrevs av F. Wilson ex A. W. Archer. Cladonia weymouthii ingår i släktet Cladonia och familjen Cladoniaceae.   Inga underarter finns listade i Catalogue of Life.